# Satillieu
Satillieu település Franciaországban, Ardèche megyében. Lakosainak száma 1502 fő (2022. január 1.). Satillieu Lafarre, Lalouvesc, Pailharès, Préaux, Saint-Alban-d’Ay, Saint-Romain-d’Ay, Saint-Symphorien-de-Mahun, Vaudevant és Vocance községekkel határos.

## Népesség
A település népessége az elmúlt években az alábbi módon változott:
| Lakosok száma | 1998 | 1854 | 1818 | 1603 | 1603 | 1582 | 1546 | 1503 | 1501 | 1502 |
|               | 1968 | 1982 | 1990 | 2006 | 2013 | 2015 | 2017 | 2019 | 2020 | 2022 |